# Köln-klass
Cöln-klassen var en klass av lätta kryssare som var Tysklands sista klass av kryssare som beställdes innan landet förlorade första världskriget. Ursprungligen var det tänkt att tio fartyg skulle byggas, men endast två av dem blev färdiga, Köln och Dresden. Ytterligare fem sjösattes, men färdigställdes inte: Wiesbaden, Magdeburg, Leipzig, Rostock och Frauenlob, medan ytterligare tre kölsträcktes men inte sjösattes: Ersatz Cöln, Ersatz Emden och Ersatz Karlsruhe. (De tre sistnämnda namnen var provisoriska och skulle endast användas under byggtiden. Kryssarna skulle ha fått andra namn vid sjösättningen.) Designen var en något modifierad version av den föregående Königsberg-klassen.
Köln och Dresden anslöt sig till den tyska Högsjöflottan först 1918, vilket gjorde deras tjänstgöring kortvarig. De tilldelades 2:a spaningsgruppen och deltog i en misslyckad flottoperation till Norge för att attackera brittiska konvojer. De skulle ha lett attacker mot brittisk handelstrafik som syftade till att locka ut den brittiska Grand Fleet och framtvinga ett flottslag under krigets sista dagar, men matrosupproret tvingade fram ett avbrytande av planen. De två fartygen internerades och sänktes slutligen i Scapa Flow i juni 1919. Både Dresden och Köln ligger fortfarande kvar på botten av Scapa Flow.
| Namn             | Varv                   | Kölsträckning | Sjösatt          | Färdigställd    | Öde                               |
| ---------------- | ---------------------- | ------------- | ---------------- | --------------- | --------------------------------- |
| Köln             | Blohm & Voss           | 1915          | 5 oktober 1916   | 17 januari 1918 | Sänktes i Scapa Flow 21 juni 1919 |
| Dresden          | Howaldtswerke          | 1916          | 25 april 1917    | 28 mars 1918    | Sänktes i Scapa Flow 21 juni 1919 |
| Wiesbaden        | AG Vulcan              | 1915          | 3 mars 1917      | N/A             | Ej färdigställd, skrotades 1920   |
| Magdeburg        | Howaldtswerke          | 1916          | 17 november 1917 | N/A             | Ej färdigställd, skrotades 1922   |
| Leipzig          | AG Weser               | 1915          | 28 januari 1918  | N/A             | Ej färdigställd, skrotades 1921   |
| Rostock          | AG Vulcan              | 1915          | 6 april 1918     | N/A             | Ej färdigställd, skrotades 1921   |
| Frauenlob        | Kaiserliche Werft Kiel | 1915          | 16 oktober 1918  | N/A             | Ej färdigställd, skrotades 1921   |
| Ersatz Cöln      | AG Weser               | 1916          | N/A              | N/A             | Ej färdigställd, skrotades 1921   |
| Ersatz Emden     | AG Weser               | 1916          | N/A              | N/A             | Ej färdigställd, skrotades 1921   |
| Ersatz Karlsruhe | Kaiserliche Werft Kiel | 1916          | N/A              | N/A             | Ej färdigställd, skrotades 1922   |